# Жамбильська селищна адміністрація
Жамби́льська селищна адміністрація (каз. Жамбыл кенттік әкімдігі, рос. Жамбылская поселковая администрация) — адміністративна одиниця у складі Шетського району Карагандинської області Казахстану. Адміністративний центр та єдиний населений пункт — селище Жамбил.
Населення —  (2021; 151 у 2009, 464 у 1999, 1714 у 1989).
До 1973 року Джамбульська селищна рада (смт Джамбул) перебувала у складі Каражальської міської ради, потім була передана до складу новоутвореного Агадирського району. 1974 року селищну раду було повернуто до складу Каражальської міськради, а 1992 року — повернуто до складу Агадирського району.